# Jarcowa Skałka

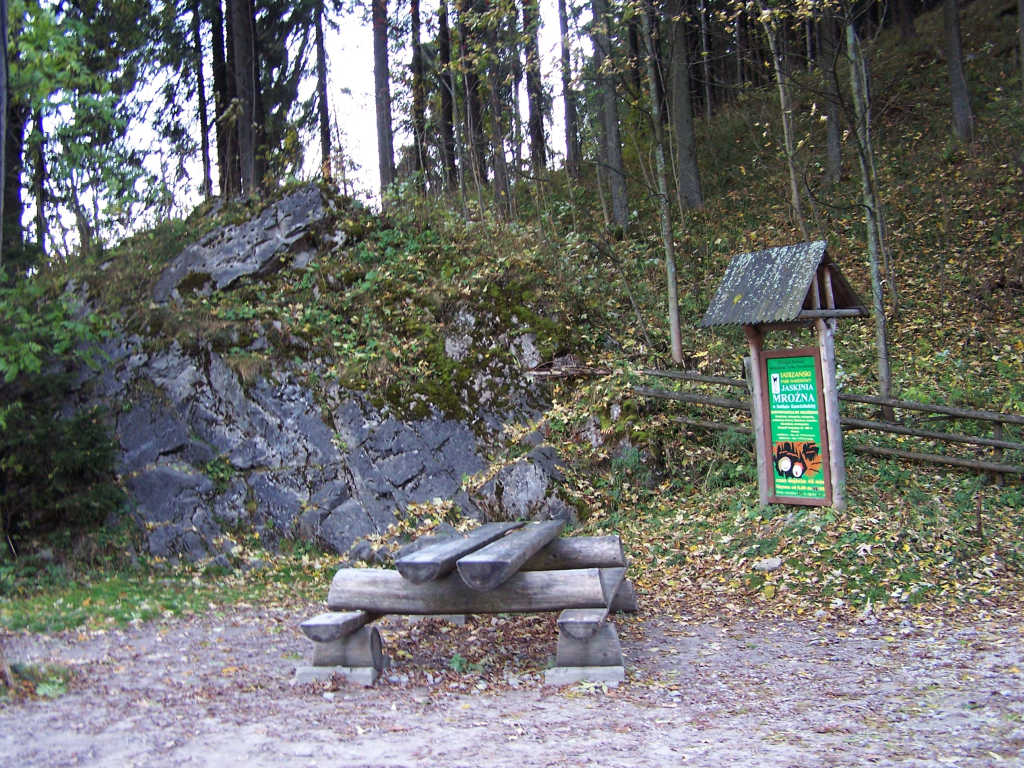
Jarcowa Skałka

Jarcowa Skałka – niewielkie, ok. 3 m wysokości odsłonięcie skalne w Dolinie Kościeliskiej w Tatrach Zachodnich. Znajduje się on w wylocie doliny w Kirach, tuż obok lasu, po wschodniej stronie drogi biegnącej doliną, naprzeciw restauracji „Harnaś”. Nazwę nadali jej górale od licznych wypukłych ziaren występujących na jego powierzchni, przypominających nasiona zbóż (w góralskiej gwarze jarec oznacza jęczmień). W istocie ziarenka te to tzw. numulity – trzeciorzędowe, eoceńskie skamieniałości, świadectwo geologicznej przeszłości Doliny Kościeliskiej. Obecnie są one już słabo widoczne, powierzchnia kamienia uległa znacznemu zwietrzeniu.

## Szlaki turystyczne
– zielony z Kir dnem Doliny Kościeliskiej do schroniska na Hali Ornak. Czas przejścia: 1:40 h, ↓ 1:35 h.
 – początek Drogi pod Reglami z Kir u podnóża Regli pod Wielką Krokiew w Zakopanem. Czas przejścia: 2 godz. 15 min